# Ralf Sievers
Ralf Sievers (ur. 30 października 1961 w Lüneburgu) – niemiecki piłkarz występujący na pozycji pomocnika. Brat innego piłkarza, Jörga Sieversa.

## Kariera piłkarska
Sievers karierę rozpoczynał jako junior w SV Eddelstorf. Następnie grał w zespole Lüneburger SK. W 1982 roku trafił do pierwszoligowego Eintrachtu Frankfurt. W Bundeslidze zadebiutował 20 listopada 1982 roku w przegranym 0:2 pojedynku z FC Schalke 04. 10 września 1983 roku w przegranym 1:2 meczu z Kickers Offenbach strzelił pierwszego gola w Bundeslidze. W 1988 roku zdobył z zespołem Puchar RFN, a w 1990 roku zajął z nim 3. miejsce w Bundeslidze.
W 1990 roku Sievers odszedł do innego pierwszoligowego zespołu, FC St. Pauli. Zadebiutował tam 1 września 1990 roku w zremisowanym 0:0 spotkaniu z VfL Bochum. W 1991 roku spadł z zespołem do 2. Bundesligi. W 1993 roku wrócił do Lüneburger SK, gdzie w 2001 roku zakończył karierę.

## Kariera reprezentacyjna
W 1988 roku Sievers został powołany do kadry na Letnie Igrzyska Olimpijskie, podczas których wraz z drużyną zajął 3. miejsce i wywalczył brązowy medal. Siedem lat wcześniej, w 1981 roku wraz z kadrą młodzieżową wygrał Młodzieżowe Mistrzostwa Świata.